# Gran Premio motociclistico d'Olanda 1989
Il Gran Premio motociclistico d'Olanda fu il nono appuntamento del motomondiale 1989; si è trattato della 59ª edizione del Gran Premio motociclistico d'Olanda, 41ª valida per il motomondiale dalla sua istituzione nel 1949.
Si svolse sabato 24 giugno 1989 sul circuito di Assen e corsero tutte le classi oltre ai sidecar. I vincitori furono Wayne Rainey in classe 500, Reinhold Roth in classe 250, Hans Spaan in classe 125 e Peter Öttl in classe 80; tra i sidecar si è imposto l'equipaggio Steve Webster/Tony Hewitt.

## Classe 500
Lo statunitense Wayne Rainey è riuscito a ottenere il terzo successo della stagione, portando a 16 punti il suo vantaggio in classifica generale sul secondo, il connazionale Eddie Lawson, giunto alle sue spalle anche nella gara. Sul terzo gradino del podio il francese Christian Sarron.

### Arrivati al traguardo
| Pos. | Pilota               | Moto   | Tempo    | Griglia | Punti |
| ---- | -------------------- | ------ | -------- | ------- | ----- |
| 1    | Wayne Rainey         | Yamaha | 43.42.08 | 2       | 20    |
| 2    | Eddie Lawson         | Honda  | 43.49.05 | 6       | 17    |
| 3    | Christian Sarron     | Yamaha | 43.51.92 | 4       | 15    |
| 4    | Kevin Magee          | Yamaha | 44.04.19 | 5       | 13    |
| 5    | Pierfrancesco Chili  | Honda  | 44.12.16 | 3       | 11    |
| 6    | Wayne Gardner        | Honda  | 44.12.40 | 9       | 10    |
| 7    | Ron Haslam           | Suzuki | 44.13.19 | 7       | 9     |
| 8    | Niall Mackenzie      | Yamaha | 44.31.63 | 12      | 8     |
| 9    | Michael Doohan       | Honda  | 44.37.92 | 13      | 7     |
| 10   | Robert McElnea       | Honda  | 45.07.51 | 14      | 6     |
| 11   | Randy Mamola         | Cagiva | 45.47.04 | 10      | 5     |
| 12   | Alessandro Valesi    | Yamaha | 1 giro   | 15      | 4     |
| 13   | Freddie Spencer      | Yamaha | 1 giro   | 8       | 3     |
| 14   | Marco Gentile        | Fior   | 1 giro   | 18      | 2     |
| 15   | Cees Doorakkers      | Honda  | 1 giro   | 22      | 1     |
| 16   | Bruno Kneubühler     | Honda  | 1 giro   | 23      |       |
| 17   | Michael Rudroff      | Honda  | 1 giro   | 26      |       |
| 18   | Michele Valdo        | Honda  | 1 giro   | 25      |       |
| 19   | Simon Buckmaster     | Honda  | 1 giro   | 17      |       |
| 20   | Marco Papa           | Paton  | 1 giro   | 21      |       |
| 21   | Peter Schleef        | Honda  | 1 giro   | 35      |       |
| 22   | Martin Trösch        | Honda  | 1 giro   | 33      |       |
| 23   | Nicholas Schmassmann | Honda  | 1 giro   | 29      |       |
| 24   | Felix Beck           | Honda  | 1 giro   | 30      |       |
| 25   | Alois Meyer          | Honda  | 1 giro   | 36      |       |

### Ritirati
| Pilota           | Moto   | Motivo | Griglia |
| ---------------- | ------ | ------ | ------- |
| Pavol Dekanek    | Honda  |        | 34      |
| Kevin Schwantz   | Suzuki |        | 1       |
| Andreas Leuthe   | Suzuki |        | 31      |
| Josef Doppler    | Suzuki |        | 27      |
| Karl Truchsess   | Honda  |        | 24      |
| Peter Lindén     | Honda  |        | 19      |
| Eddie Laycock    | Honda  |        | 20      |
| Juan López Mella | Honda  |        | 32      |
| Stéphane Mertens | Honda  |        | 16      |

### Non partiti
| Pilota           | Moto       | Motivo | Griglia |
| ---------------- | ---------- | ------ | ------- |
| Rachel Nicotte   | Chevallier |        | 28      |
| Dominique Sarron | Honda      |        | 11      |

### Non qualificati
| Pilota                       | Motocicletta |
| ---------------------------- | ------------ |
| Fernando González de Nicolás | Honda        |
| Ian Pratt                    | Honda        |
| Tony Carey                   | Honda        |

## Classe 250
Dopo quattro successi consecutivi, si interrompe la serie del pilota spagnolo Sito Pons che in questa occasione si deve accontentare del secondo posto alla spalle del tedesco Reinhold Roth e davanti allo svizzero Jacques Cornu. Il vantaggio di Pons nella classifica generale resta di 61 punti su Roth.

### Arrivati al traguardo
| Pos. | Pilota                    | Moto    | Tempo    | Griglia | Punti |
| ---- | ------------------------- | ------- | -------- | ------- | ----- |
| 1    | Reinhold Roth             | Honda   | 41.03.89 | 2       | 20    |
| 2    | Sito Pons                 | Honda   | 41.04.28 | 1       | 17    |
| 3    | Jacques Cornu             | Honda   | 41.04.67 | 6       | 15    |
| 4    | Carlos Cardús             | Honda   | 41.15.47 | 4       | 13    |
| 5    | Martin Wimmer             | Aprilia | 41.17.48 | 7       | 11    |
| 6    | Didier de Radiguès        | Aprilia | 41.19.35 | 10      | 10    |
| 7    | Alberto Puig              | Yamaha  | 41.41.19 | 9       | 9     |
| 8    | Wilco Zeelenberg          | Honda   | 41.41.43 |         | 8     |
| 9    | Marcellino Lucchi         | Aprilia | 41.47.33 |         | 7     |
| 10   | Carlos Lavado             | Aprilia | 41.52.14 | 17      | 6     |
| 11   | Masahiro Shimizu          | Honda   | 41.58.82 |         | 5     |
| 12   | Stefano Caracchi          | Honda   | 41.59.99 |         | 4     |
| 13   | Patrick van den Goorbergh | Yamaha  | 42.00.34 |         | 3     |
| 14   | Harald Eckl               | Aprilia | 42.04.87 |         | 2     |
| 15   | Alberto Rota              | Aprilia | 42.05.17 |         | 1     |
| 16   | August Auinger            | Yamaha  | 42.05.49 |         |       |
| 17   | Andreas Preining          | Aprilia | 42.08.41 |         |       |
| 18   | Fausto Ricci              | Aprilia | 42.10.28 |         |       |
| 19   | Bernard Haenggeli         | Yamaha  | 42.16.73 |         |       |
| 20   | Daniel Amatriaín          | Honda   | 42.43.33 | 20      |       |
| 21   | Bernard Schick            | Yamaha  | 42.47.25 |         |       |
| 22   | René Delaby               | Yamaha  | 42.57.60 |         |       |
| 23   | Jean-François Baldé       | Yamaha  | 43.25.27 |         |       |

### Ritirati
| Pilota               | Moto    | Motivo | Griglia |
| -------------------- | ------- | ------ | ------- |
| Gary Cowan           | Yamaha  |        |         |
| Jean-Philippe Ruggia | Yamaha  |        | 3       |
| Adrien Morillas      | Yamaha  |        |         |
| Nigel Bosworth       | Aprilia |        |         |
| Luca Cadalora        | Yamaha  |        | 5       |
| Alex Barros          | Yamaha  |        | 16      |
| Juan Garriga         | Yamaha  |        | 12      |
| Hans Becker          | Seel    |        |         |
| Loris Reggiani       | Honda   |        | 8       |
| Erich Neumair        | Aprilia |        |         |
| Renzo Colleoni       | Aprilia |        |         |
| Maurizio Vitali      | Honda   |        |         |
| Helmut Bradl         | Honda   |        |         |

### Non qualificati
| Pilota              | Motocicletta |
| ------------------- | ------------ |
| Jean-Francois Foray | Yamaha       |
| Javier Cardelús     | Cobas        |
| Andrew Leisner      | Honda        |
| Kevin Mitchell      | Yamaha       |
| Alain Bronec        | Aprilia      |
| Virginio Ferrari    | Gazzaniga    |
| Manfred Herweh      | Yamaha       |
| Massimo Matteoni    | Yamaha       |
| Urs Jücker          | Yamaha       |
| Hans Koopman        | Honda        |
| Luis Lavado         | Yamaha       |

## Classe 125
Nell'ottavo di litro vittoria per il veterano olandese Hans Spaan che precede in volata lo spagnolo Àlex Crivillé; quest'ultimo ottiene la prima posizione nella classifica generale dopo il ritiro del principale avversario Ezio Gianola.

### Arrivati al traguardo
| Pos. | Pilota             | Moto     | Tempo    | Griglia | Punti |
| ---- | ------------------ | -------- | -------- | ------- | ----- |
| 1    | Hans Spaan         | Honda    | 38.57.69 | 1       | 20    |
| 2    | Àlex Crivillé      | JJ Cobas | 38.57.88 | 2       | 17    |
| 3    | Julián Miralles    | Derbi    | 39.17.33 | 7       | 15    |
| 4    | Stefan Prein       | Honda    | 39.18.01 | 5       | 13    |
| 5    | Hisashi Unemoto    | Honda    | 39.40.65 | 13      | 11    |
| 6    | Fausto Gresini     | Garelli  | 39.40.66 | 9       | 10    |
| 7    | Jorge Martínez     | Derbi    | 39.49.11 | 4       | 9     |
| 8    | Taru Rinne         | Honda    | 39.55.30 | 11      | 8     |
| 9    | Koji Takada        | Honda    | 40.04.09 | 15      | 7     |
| 10   | Alfred Waibel      | Honda    | 40.04.43 | 12      | 6     |
| 11   | Thierry Feuz       | Honda    | 40.05.12 | 21      | 5     |
| 12   | Lucio Pietroniro   | Honda    | 40.05.46 | 16      | 4     |
| 13   | Gabriele Debbia    | Aprilia  | 40.06.46 | 8       | 3     |
| 14   | Allan Scott        | Honda    | 40.08.66 | 31      | 2     |
| 15   | Dirk Raudies       | Honda    | 40.16.00 | 27      | 1     |
| 16   | Domenico Brigaglia | Garelli  | 40.21.81 | 18      |       |
| 17   | Doriano Romboni    | Honda    | 40.22.02 | 29      |       |
| 18   | Flemming Kistrup   | Honda    | 40.22.57 | 17      |       |
| 19   | Hubert Abold       | Rotax    | 40.22.99 | 19      |       |
| 20   | Josef Fischer      | Honda    | 40.23.31 | 23      |       |
| 21   | Adri Nijenhuis     | Honda    | 40.34.44 | 34      |       |
| 22   | Heinz Lüthi        | Honda    | 40.34.69 | 24      |       |
| 23   | Othmar Schuler     | Honda    | 41.19.31 | 35      |       |
| 24   | Herri Torrontegui  | Honda    | 41.31.78 | 14      |       |

### Ritirati
| Pilota             | Moto      | Motivo | Griglia |
| ------------------ | --------- | ------ | ------- |
| Peter Öttl         | Krauser   |        | 10      |
| Adi Stadler        | Honda     |        | 32      |
| Bruno Casanova     | Aprilia   |        | 6       |
| Robin Appleyard    | Honda     |        | 33      |
| Robin Milton       | Honda     |        | 26      |
| Luis Miguel Reyes  | Honda     |        | 20      |
| Jean-Claude Selini | Honda     |        | 36      |
| Alex Bedford       | EMC       |        | 30      |
| Stefan Dörflinger  | Krauser   |        | 25      |
| Corrado Catalano   | Gazzaniga |        | 28      |
| Ezio Gianola       | Honda     |        | 3       |
| Emilio Cuppini     | Aprilia   |        | 22      |

### Non qualificati
| Pilota             | Motocicletta |
| ------------------ | ------------ |
| Bert Smit          | Honda        |
| Johnny Wickström   | Honda        |
| Bady Hassaine      | Honda        |
| Gastone Grassetti  | Aprilia      |
| Håkan Olsson       | Rotax        |
| Pier Paolo Bianchi | Seel         |
| Mike Leitner       | Honda        |
| Jos van Dongen     | Casal        |
| Trevor Manley      | Honda        |
| Kris Galatowicz    | EMC          |
| Rafael Roses       | Honda        |
| Valerio Vivarelli  | Rotax        |

## Classe 80
Nella classe di minor cilindrata si è imposto il tedesco Peter Öttl che ha ottenuto il terzo successo consecutivo e preceduto sul traguardo lo spagnolo Manuel Herreros e lo svizzero Stefan Dörflinger. Nella classifica generale Öttl e Herreros sono a pari punti e precedono di 6 punti Dörflinger.
Curiosa protesta all'inizio della gara con i piloti che hanno manifestato la loro contrarietà per l'abolizione di questa classe alla fine del campionato in corso.

### Arrivati al traguardo
| Pos. | Pilota             | Moto      | Tempo    | Griglia | Punti |
| ---- | ------------------ | --------- | -------- | ------- | ----- |
| 1    | Peter Öttl         | Krauser   | 28.30.78 | 3       | 20    |
| 2    | Manuel Herreros    | Derbi     | 28.31.12 | 4       | 17    |
| 3    | Stefan Dörflinger  | Krauser   | 28.31.35 | 1       | 15    |
| 4    | Julián Miralles    | Derbi     | 28.48.67 | 5       | 13    |
| 5    | Jaime Mariano      | Casal     | 29.00.63 | 13      | 11    |
| 6    | Bogdan Nikolov     | Krauser   | 29.07.27 | 17      | 10    |
| 7    | Hans Koopman       | Ziegler   | 29.07.48 | 10      | 9     |
| 8    | Bert Smit          | Krauser   | 29.07.97 | 16      | 8     |
| 9    | Paolo Priori       | Krauser   | 29.08.22 | 15      | 7     |
| 10   | Bernd Völkel       | Seel      | 29.16.55 | 14      | 6     |
| 11   | Herri Torrontegui  | Krauser   | 29.17.94 | 2       | 5     |
| 12   | Ralf Waldmann      | Seel      | 29.34.02 | 12      | 4     |
| 13   | Stefan Brägger     | Casal     | 29.44.08 | 28      | 3     |
| 14   | Jos van Dongen     | Casal     | 29.50.07 | 22      | 2     |
| 15   | Stefan Kurfiss     | Krauser   | 29.52.38 | 23      | 1     |
| 16   | René Dünki         | LCR       | 29.52.90 | 25      |       |
| 17   | Luis Alvaro        | Krauser   | 29.53.27 | 8       |       |
| 18   | Günter Schirnhofer | Krauser   | 29.53.74 | 19      |       |
| 19   | Janez Pintar       | Eberhardt | 29.54.03 | 24      |       |
| 20   | Reiner Koster      | Kroko     | 30.07.05 | 26      |       |
| 21   | Joaquin Gali       | Krauser   | 30.08.59 | 27      |       |
| 22   | Heinz Paschen      | Casal     | 30.11.49 | 32      |       |
| 23   | Zdravko Matulja    | Casal     | 30.12.02 | 29      |       |
| 24   | Thomas Engl        | Esch      | 1 giro   | 35      |       |
| 25   | Matthias Ehinger   | BMC       | 1 giro   | 34      |       |
| 26   | János Szabó        | Krauser   | 2 giri   | 20      |       |

### Ritirati
| Pilota          | Moto     | Motivo | Griglia |
| --------------- | -------- | ------ | ------- |
| Gabriele Gnani  | Gnani    |        | 18      |
| Jörg Seel       | Seel     |        | 6       |
| José Saez       | Krauser  |        | 7       |
| Maik Stief      | Casal    |        | 33      |
| Andrés Sánchez  | JJ Cobas |        | 9       |
| Roberto Sassone | Unimoto  |        | 11      |
| Undine Kummer   | Krauser  |        | 31      |

### Non partiti
| Pilota          | Motocicletta |
| --------------- | ------------ |
| Jacques Bernard | Fantic       |
| Javier Arumi    | Krauser      |
| Manuel Duarto   | Zündapp      |

### Non qualificati
| Pilota          | Motocicletta |
| --------------- | ------------ |
| Chris Baert     | Bultaco      |
| Paul Bordes     | RB           |
| Alojz Pavlič    | Seel         |
| Emilio Palencia | Arbizu       |
| Fabrice Roy     | Tyl          |
| Claude Gourdon  | DGM          |

## Classe sidecar
L'equipaggio Steve Webster-Tony Hewitt ottiene il terzo successo stagionale vincendo il duello con Egbert Streuer-Geral de Haas. Sale sul podio anche l'equipaggio Rolf Biland-Kurt Waltisperg.
In classifica Webster è in testa con 61 punti davanti a Streuer a 51, Kumano a 47 e Michel a 45.

### Arrivati al traguardo (posizioni a punti)[5]
| Pos | Pilota             | Passeggero       | Moto          | Tempo    | Punti |
| --- | ------------------ | ---------------- | ------------- | -------- | ----- |
| 1   | Steve Webster      | Tony Hewitt      | LCR-Krauser   | 37'07"67 | 20    |
| 2   | Egbert Streuer     | Geral de Haas    | LCR-Yamaha    | +0"44    | 17    |
| 3   | Rolf Biland        | Kurt Waltisperg  | LCR-Krauser   | +31"09   | 15    |
| 4   | Alain Michel       | Jean-Marc Fresc  | LCR-Krauser   | +34"92   | 13    |
| 5   | Rolf Steinhausen   | Bruno Hiller     | Busch         | +1'00"63 | 11    |
| 6   | Steve Abbott       | Shaun Smith      |               | +1'04"01 | 10    |
| 7   | Bernd Scherer      | Thomas Schröder  | BSR-Krauser   | +1'20"81 | 9     |
| 8   | Masato Kumano      | Markus Fährni    | LCR-Yamaha    | +1'22"31 | 8     |
| 9   | Theo van Kempen    | Simon Birchall   | LCR-Krauser   | +1'27"64 | 7     |
| 10  | Yvan Nigrowsky     | Jacques Corbier  | LCR-JPX       | +1'32"24 | 6     |
| 11  | Fritz Stölzle      | Hubert Stölzle   | LCR-Krauser   | +1'36"09 | 5     |
| 12  | Derek Jones        | Peter Brown      | LCR-Yamaha    | +1'36"44 | 4     |
| 13  | Yoshisada Kumagaya | Peter Lindén     | Windle-Yamaha | +1'43"66 | 3     |
| 14  | René Progin        | Yvan Hunziker    | LCR-Krauser   | +1'48"82 | 2     |
| 15  | Tony Baker         | Trevor Hopkinson | LCR-Krauser   | +1'49"95 | 1     |